# Giáo dục ở Trung Quốc
Trong hệ thống giáo dục Trung Quốc, giáo dục chủ yếu được quản lý bởi hệ thống giáo dục công lập do nhà nước điều hành, nằm dưới sự quản lý của Bộ Giáo dục. Tất cả công dân đều phải tham gia ít nhất là chín năm học, được gọi là giáo dục bắt buộc chín năm, được chính phủ tài trợ.
Giáo dục bắt buộc bao gồm sáu năm học cấp tiểu học, thường bắt đầu từ sáu tuổi và kết thúc vào mười hai tuổi, tiếp theo là ba năm học cấp trung học cơ sở và ba năm học cấp trung học phổ thông.
Các luật pháp ở Trung Quốc quy định hệ thống giáo dục bao gồm Nghị định về Bằng cấp Học vị, Đạo luật Giáo dục Bắt buộc, Đạo luật Giáo viên, Đạo luật Giáo dục, Đạo luật Giáo dục Nghề nghiệp và Đạo luật Giáo dục Đại học.
Năm 2020, Bộ Giáo dục báo cáo việc có thêm 34,4 triệu học sinh mới gia nhập giáo dục bắt buộc, đưa tổng số học sinh tham gia giáo dục bắt buộc lên 156 triệu. Năm 2003, chính phủ trung ương và địa phương ở Trung Quốc hỗ trợ 1.552 cơ sở giáo dục đại học (cao đẳng và đại học), cùng với 725.000 giáo sư và 11 triệu sinh viên của họ.
Năm 1985, chính phủ Trung Quốc đã hủy bỏ việc tài trợ giáo dục đại học bằng thuế, buộc các ứng viên đại học phải cạnh tranh để giành học bổng dựa trên khả năng học vụ của họ. Vào đầu những năm 1980, chính phủ cho phép thành lập cơ sở giáo dục đại học tư nhân đầu tiên, do đó tăng số lượng sinh viên đại học và những người có bằng tiến sĩ từ năm 1995 đến 2005.
Đầu tư của Trung Quốc vào nghiên cứu và phát triển đã tăng 20% mỗi năm từ năm 1999, vượt qua mốc 100 tỷ đô la vào năm 2011. Đến năm 2006, có đến 1,5 triệu sinh viên ngành khoa học và kỹ thuật tốt nghiệp từ các trường đại học Trung Quốc. Đến năm 2008, Trung Quốc đã công bố 184.080 bài báo trong các tạp chí quốc tế nổi tiếng - tăng gấp bảy so với năm 1996. Năm 2017, Trung Quốc vượt qua Hoa Kỳ với số lượng bài báo khoa học cao nhất. Năm 2021, có 3.012 trường đại học và cao đẳng (xem Danh sách trường đại học ở Trung Quốc) ở Trung Quốc, và 147 trường Đại học Quốc gia, được coi là một phần của nhóm đại học chất lượng cao (Double First Class), chiếm khoảng 4,6% tổng số cơ sở giáo dục đại học ở Trung Quốc.
Trung Quốc cũng đã trở thành điểm đến hàng đầu cho sinh viên quốc tế và đến năm 2013, Trung Quốc là quốc gia phổ biến nhất ở châu Á đối với sinh viên quốc tế và đứng thứ ba trên toàn thế giới. Trung Quốc hiện là điểm đến hàng đầu trên toàn cầu cho sinh viên người Bắc Phi nói tiếng Anh và là quốc gia có số lượng sinh viên quốc tế lớn thứ hai trên thế giới. Có 17 trường đại học Trung Quốc được liệt kê trong danh sách 200 trường đại học hàng đầu thế giới, chỉ đứng sau Hoa Kỳ và Vương quốc Anh theo Hệ thống xếp hạng tổng hợp năm 2023 của các bảng xếp hạng đại học ảnh hưởng nhất thế giới (ARWU+QS+THE).
Thượng Hải, Bắc Kinh, Giang Tô và Chiết Giangđã vượt qua tất cả các hệ thống giáo dục khác trong Chương trình Đánh giá Sinh viên Quốc tế. Hệ thống giáo dục của Trung Quốc đã được chú ý vì sự tập trung vào việc ghi nhớ thông tin và chuẩn bị cho kỳ thi.

## Lịch sử

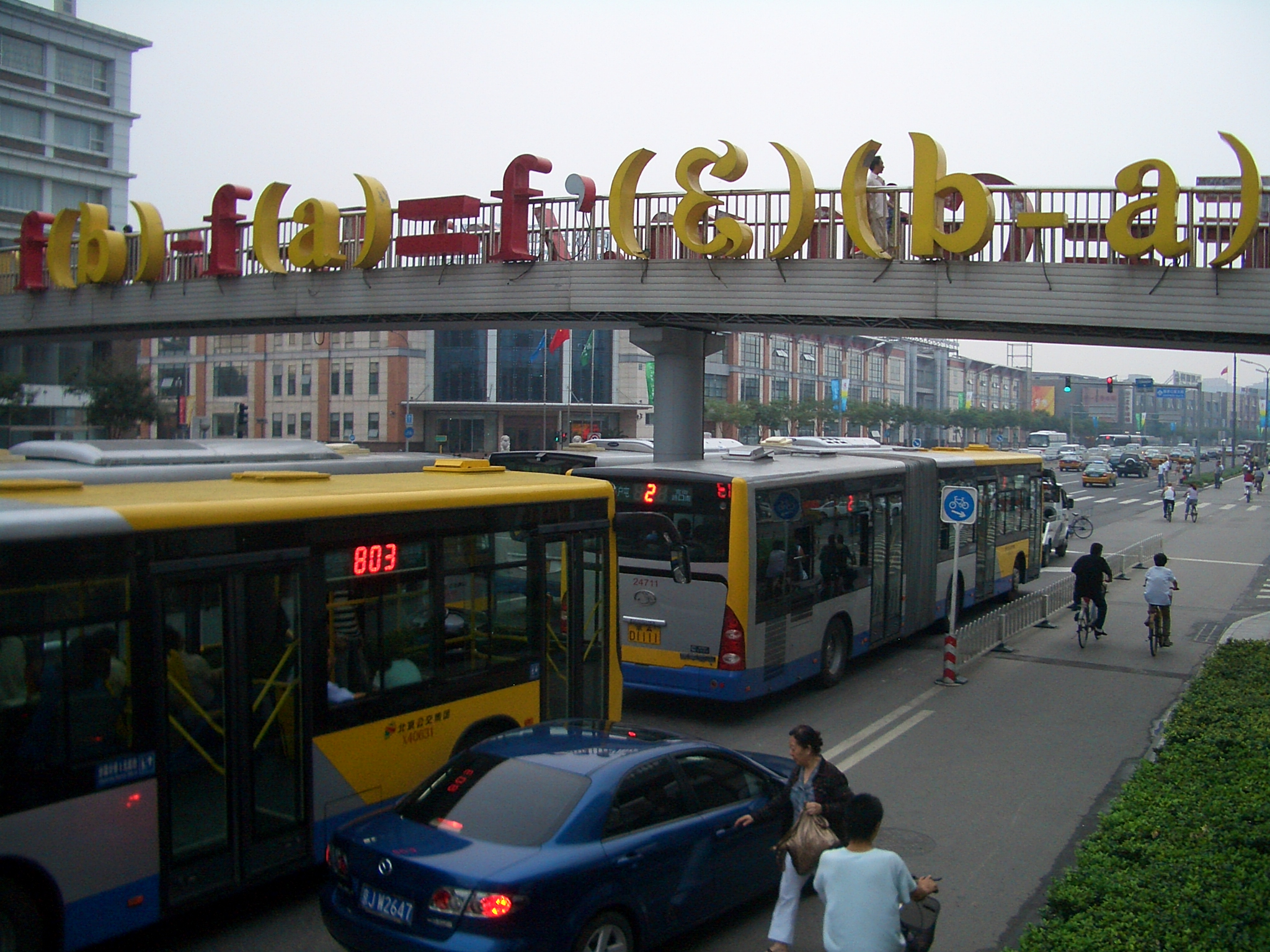
Một phương trình định lý giá trị trung bình được hiển thị trên một cây cầu ở Bắc Kinh.

Nâng cao học vị dân chúng là trung tâm của giáo dục trong những năm đầu của Cộng hòa Nhân dân Trung Hoa. Năm 1949, tỷ lệ biết chữ chỉ từ 20-40%. Chính phủ cộng sản tập trung vào việc cải thiện biết chữ thông qua cả hệ thống học tập chính thức và các chiến dịch biết chữ. Trong 16 năm đầu của quốc hội cộng sản, số học sinh tiểu học tăng gấp ba lần, số học sinh trung học tăng gấp 8,5 lần và số sinh viên đại học tăng gấp bốn lần.
Kể từ sau Cách mạng Văn hóa (1966-1976), hệ thống giáo dục ở Trung Quốc đã được định hình theo hướng hiện đại hóa kinh tế.  Năm 1985, chính phủ trung ương chuyển trách nhiệm về giáo dục cơ bản cho chính quyền địa phương thông qua "Quyết định về Cải cách Cơ cấu Giáo dục" của Ủy ban Trung ương Đảng Cộng sản Trung Quốc. Với kế hoạch cải cách giáo dục vào tháng 5 năm 1985, chính quyền kêu gọi việc có chín năm giáo dục bắt buộc và thành lập Bộ Giáo dục (được tạo ra trong tháng tiếp theo). Cam kết chính thức đối với việc cải thiện giáo dục nơi nào cũng rõ ràng nhất là sự tăng lớn đáng kể về nguồn lực cho giáo dục trong Kế hoạch 5 nămt (1986-1990), với số nguồn lực tăng 72% so với kế hoạch trước đó (1981-1985). Năm 1986, 16,8% ngân sách nhà nước được dành cho giáo dục, so với 10,4% vào năm 1984.
Do liên tục thay đổi trong nội bộ Đảng, chính sách chính thức đã luân phiên giữa những mệnh lệnh tư tưởng và những nỗ lực thiết thực để thúc đẩy giáo dục quốc gia.  Đại nhảy vọt (1958-1960) và Phong trào Giáo dục Xã hội (1962-1965) nhằm chấm dứt tình trạng đặc quyền học thuật sâu sắc, thu hẹp khoảng cách xã hội và văn hóa giữa công nhân và nông dân, giữa dân thành thị và dân quê, và loại bỏ xu hướng của học giả và nhà trí thức coi thường lao động tay chân. Trong thời kỳ Cách mạng Văn hóa, việc tạo ra sự bình đẳng xã hội toàn diện là ưu tiên hàng đầu.
Lãnh đạo Đảng Cộng sản Trung Quốc sau thời kỳ Mao Trạch Đông xem giáo dục là nền tảng của Bốn Hiện Đại. Đầu những năm 1980, giáo dục về khoa học và công nghệ trở thành một trọng tâm quan trọng của chính sách giáo dục. Đến năm 1986, việc đào tạo nhân sự tay nghề và mở rộng kiến thức khoa học và kỹ thuật đã được ưu tiên hàng đầu. Mặc dù các môn nhân văn được coi là quan trọng, nhưng kỹ năng nghề nghiệp và kỹ thuật được coi là quan trọng nhất để đáp ứng mục tiêu hiện đại hóa của Trung Quốc.
Sự đổi hướng của ưu tiên giáo dục cũng tương đồng với chiến lược phát triển kinh tế của Đặng Tiểu Bình. Sự chú trọng cũng được đặt vào việc đào tạo sâu rộng của đội ngũ lãnh đạo đã được đào tạo trước đó, người sẽ tiếp tục chương trình hiện đại hóa trong những thập kỷ tiếp theo. Một sự tập trung mới vào khoa học và công nghệ hiện đại đã dẫn đến việc thực hiện một chính sách hướng ngoại, khuyến khích học và mượn kiến thức từ nước ngoài cho đào tạo nâng cao trong một loạt các lĩnh vực khoa học, bắt đầu từ năm 1976.
Bắt đầu từ Hội nghị Toàn quốc lần thứ Ba của Ban Bí thư Ủy ban Trung ương Đảng Cộng sản Trung Quốc  vào tháng 12 năm 1978, các nhà trí thức được khuyến khích theo đuổi nghiên cứu để hỗ trợ Bốn Hiện Đại Hóa và, miễn là họ tuân thủ với "Bốn nguyên tắc cơ bản" của Đảng, họ được có tư duy khá tự do. Khi Đảng và chính phủ xác định rằng cấu trúc của bốn nguyên tắc quan trọng đã bị kéo giãn vượt quá giới hạn chấp nhận được, họ có thể hạn chế biểu hiện trí thức.
Văn học và nghệ thuật cũng trải qua một sự phục hồi lớn vào cuối những năm 1970 và những năm 1980. Các hình thức truyền thống lại phồn thịnh, và nhiều loại văn hóa và biểu hiện nghệ thuật mới được giới thiệu từ nước ngoài.
Năm 2003, Bộ Giáo dục của Trung Quốc kêu gọi việc thêm nội dung giáo dục môi trường trong toàn bộ chương trình giáo dục công lập từ năm đầu tiên của trường tiểu học đến năm thứ hai của trường trung học phổ thông.

## Phát triển

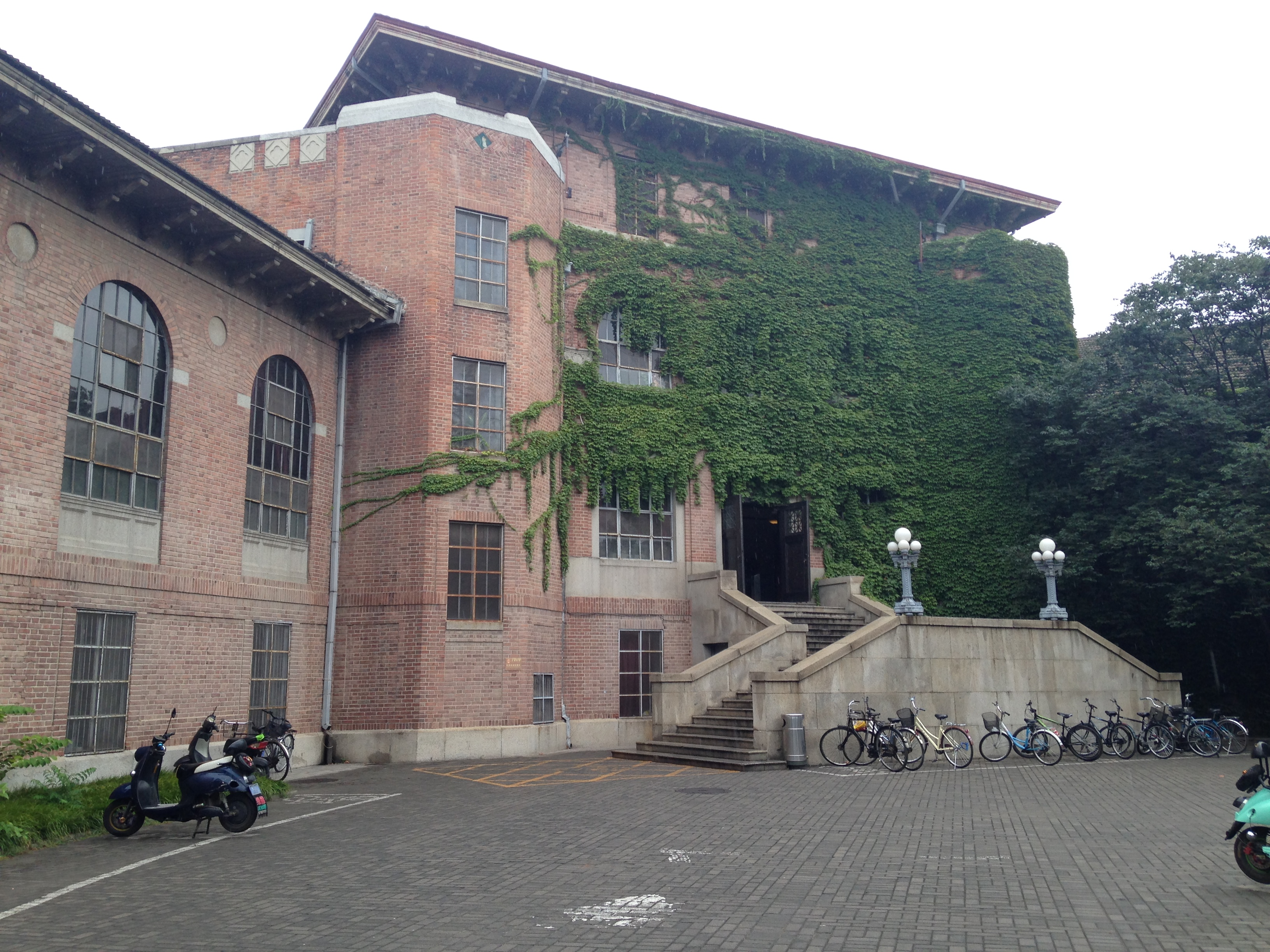
Thư viện cũ tại Đại học Thanh Hoa được xếp hạng là một trong những trường đại học hàng đầu ở Trung Quốc và trên toàn thế giới

Từ những năm 1950, Trung Quốc đã triển khai giáo dục bắt buộc chín năm cho khoảng một phần năm dân số thế giới. Đến năm 1999, giáo dục tiểu học đã được tổng hợp ở 90% Trung Quốc, và giáo dục bắt buộc chín năm hiện đang áp dụng cho khoảng 85% dân số. Ngân sách giáo dục do chính phủ trung ương và các tỉnh thay đổi theo khu vực, và ở các vùng nông thôn, ngân sách thường thấp hơn đáng kể so với các khu vực đô thị lớn. Gia đình bổ sung tiền được cung cấp cho trường học bởi chính phủ bằng học phí.

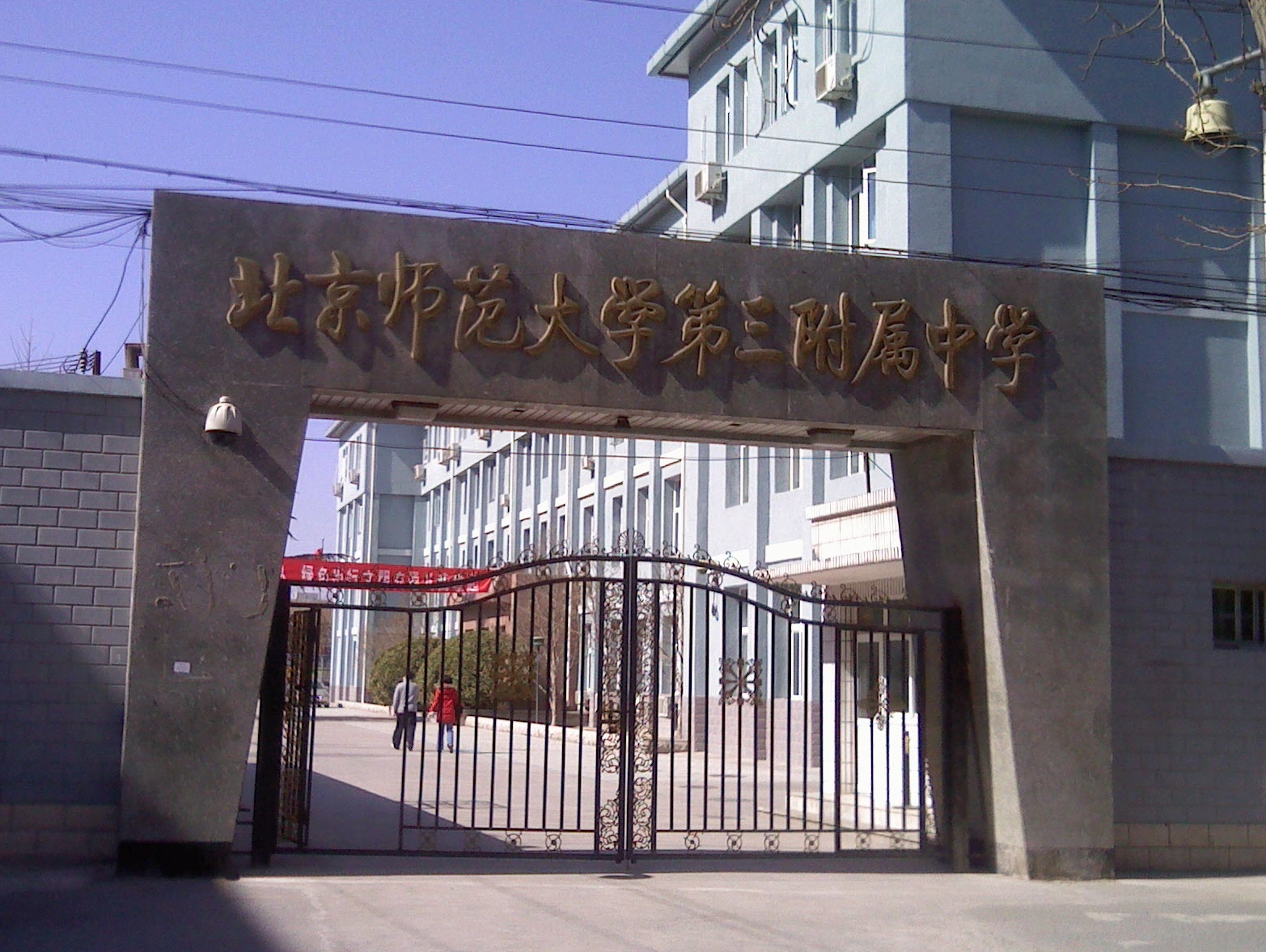
Cổng vào tại trường trung học số 3 Gắn liền vơi Đại học Sư phạm Bắc Kinh, một ví dụ về sự liên kết của các tổ chức tiểu học, trung học và đại học phổ biến ở Trung Quốc

Đối với giáo dục không bắt buộc, Trung Quốc áp dụng một cơ chế chi phí chung, đặt học phí ở một tỷ lệ nhất định so với chi phí. Đồng thời, để đảm bảo sinh viên từ gia đình có thu nhập thấp có cơ hội tiếp cận giáo dục đại học, chính phủ đã khởi xướng các biện pháp hỗ trợ, với chính sách và biện pháp như học bổng, chương trình học làm việc và trợ cấp cho sinh viên có khó khăn về kinh tế, giảm hoặc miễn giảm học phí và trợ cấp của nhà nước.
Tỉ lệ mù chữ ở nhóm tuổi trẻ và trung niên đã giảm từ trên 80% xuống còn 5%. Hệ thống đã đào tạo khoảng 60 triệu chuyên gia cấp trung hoặc cao cấp và gần 400 triệu lao động đạt đến trình độ trung học cơ sở hoặc trung học phổ thông. Hiện nay, có 250 triệu người Trung Quốc có ba cấp độ giáo dục (tiểu học, trung học cơ sở và trung học phổ thông), gấp đôi tốc độ tăng trưởng so với trên thế giới trong cùng thời kỳ. Tỉ lệ nhập học trường tiểu học đã đạt 98,9%, và tỉ lệ nhập học trung học cơ sở là 94,1%. Đến năm 2015, các trường tiểu học và trung học cơ sở (trung học cơ sở) do chính phủ vận hành ở Trung Quốc có 28,8 triệu học sinh.
Sinh viên Trung Quốc đã đạt được nhiều huy chương vàng hàng năm tại nhiều Cuộc thi Olympic Khoa học Quốc tế như Olympic Sinh học Quốc tế,Olympic Vật lý Quốc tế, Olympic Quốc tế về Thiên văn học và Vật lý thiên văn, Olympic Tin học Quốc tế, Olympic Khoa học Trái đất Quốc tế, Olympic Toán học Quốc tế, Olympic Vật lý Quốc tế và Olympic Hóa học Quốc tế. Đến năm 2022, Trung Quốc đứng đầu bảng xếp hạng về tổng số huy chương tại Olympic Toán học Quốc tế từ khi tham gia lần đầu vào năm 1985. Trung Quốc cũng đứng đầu bảng xếp hạng về tổng số huy chương tại Olympic Vật lý Quốc tế, Olympic Hóa học Quốc tế và Olympic Tin học Quốc tế.
Theo cuộc khảo sát năm 2009 từ Chương trình Đánh giá Sinh viên Quốc tế (PISA), một đánh giá toàn cầu về hiệu suất học thuật của học sinh 15 tuổi do Tổ chức Hợp tác và Phát triển Kinh tế (OECD) tiến hành, học sinh Trung Quốc, đặc biệt là từ Thượng Hải, đã đạt được kết quả tốt nhất trong toán học, khoa học và đọc hiểu. OECD cũng phát hiện rằng ngay cả ở một số khu vực nông thôn cực kỳ nghèo, hiệu suất cũng gần bằng trung bình của OECD. Trong khi điểm trung bình trên quốc tế được báo cáo, xếp hạng của Trung Quốc được lấy từ chỉ một số khu vực chọn lọc. Kết quả PISA 2018 cho thấy học sinh ở Bắc Kinh, Thượng Hải, Giang Tô và Chiết Giang đứng đầu bảng xếp hạng về đọc hiểu, toán học và khoa học và trẻ em học sinh Trung Quốc hiện nay được coi là thông minh nhất thế giới. Tổng thư ký của OECD, Angel Gurria, nói rằng học sinh từ bốn tỉnh Trung Quốc này "đã vượt xa đồng đẳng họ học sinh từ tất cả 78 quốc gia tham gia khác" và 10% học sinh có điều kiện kinh tế xã hội thấp nhất ở bốn khu vực này "cũng có kỹ năng đọc tốt hơn so với học sinh trung bình ở các quốc gia của OECD, cũng như có kỹ năng tương tự như 10% học sinh được hưởng lợi nhiều nhất ở một số quốc gia của OECD." Ông cảnh báo rằng bốn tỉnh và thành phố này "rất xa là đại diện cho Trung Quốc." Tuy nhiên, dân số của họ lên tới hơn 180 triệu người, và kích thước mỗi khu vực tương đương với một quốc gia của OECD bình thường, ngay cả khi thu nhập của họ thấp hơn rất nhiều so với mức trung bình của OECD. "Những thành tựu của họ càng trở nên ấn tượng hơn khi mức thu nhập của bốn khu vực Trung Quốc này thấp hơn rất nhiều so với mức trung bình của OECD".
Vào những năm 1980, Chương trình MBA ít người biết đến, nhưng đến năm 2004 đã có 47,000 người học MBA, được đào tạo tại 62 trường MBA. Nhiều người cũng đăng ký các chứng chỉ quốc tế, như EMBA và MPA; gần 10,000 sinh viên MPA đang theo học tại 47 trường đại học, bao gồm Đại học Bắc Kinh và Đại học Tsinghua. Thị trường giáo dục đã phát triển mạnh mẽ, với đào tạo và kiểm tra chứng chỉ chuyên nghiệp, như máy tính và ngoại ngữ, đang thịnh hành. Giáo dục liên tục là xu hướng, một lần học trường đã trở thành học suốt đời.
Đầu tư vào giáo dục đã tăng lên trong những năm gần đây; tỷ lệ ngân sách chung được cấp cho giáo dục đã được tăng lên một điểm phần trăm mỗi năm kể từ năm 1998. Theo một chương trình của Bộ Giáo dục, chính phủ sẽ xây dựng một hệ thống tài chính giáo dục phù hợp với hệ thống tài chính công, tăng cường trách nhiệm của chính phủ ở mọi cấp độ trong đầu tư giáo dục, và đảm bảo rằng phân bổ tài chính của họ cho chi phí giáo dục tăng nhanh hơn so với doanh thu thường xuyên của họ. Chương trình cũng đề ra mục tiêu của chính phủ là đầu tư giáo dục sẽ chiếm 4% GDP trong một khoảng thời gian tương đối ngắn.

## Chính sách giáo dục
Chính sách cải cách giáo dục toàn diện của Đặng Tiểu Bình, liên quan đến mọi cấp độ của hệ thống giáo dục, nhằm thu hẹp khoảng cách giữa Trung Quốc và các quốc gia phát triển khác. Do đó, việc hiện đại hóa giáo dục là quan trọng để hiện đại hóa Trung Quốc, bao gồm cả việc chuyển quyền quản lý giáo dục từ trung ương xuống cấp địa phương như là phương tiện được chọn để cải thiện hệ thống giáo dục. Tuy nhiên, quyền lực tập trung không được bỏ qua, như được chứng minh bằng việc thành lập Bộ Giáo dục.
Mục tiêu của cải cách trong lĩnh vực học thuật là nâng cao và phổ cập giáo dục tiểu học và trung học cơ sở; tăng cường số lượng trường học và giáo viên đủ chất lượng, cũng như phát triển giáo dục nghề nghiệp và kỹ thuật. Một tiêu chuẩn đồng nhất cho chương trình học, sách giáo trình, kỳ thi và chất lượng giáo viên (đặc biệt là ở cấp trung học cơ sở) đã được thiết lập, và sự tự trị lớn và sự biến động trong và giữa các vùng tự trị, các tỉnh và các đô thị trực thuộc trung ương đã được chấp nhận. Hơn nữa, hệ thống tuyển sinh và phân công công việc trong giáo dục đại học đã được thay đổi, với việc giảm kiểm soát của chính phủ đối với các trường đại học và cao đẳng.
Chuyển giao lưu truyền thống của ý thức xã hội chủ nghĩa qua các thế hệ là cam kết rõ ràng của hệ thống giáo dục Trung Quốc. Năm 1991, Đảng cộng sản đã bắt đầu Chiến dịch Giáo dục Yêu nước trên toàn quốc. Trọng tâm chính của chiến dịch là trong lĩnh vực giáo dục, và sách giáo trình đã được sửa đổi để giảm bớt các câu chuyện về đấu tranh giai cấp và nhấn mạnh vai trò của Đảng trong việc chấm dứt thế kỷ nhục nhã. Như một phần của chiến dịch, các Cơ sở Giáo dục Yêu nước đã được thành lập, và các trường từ cấp tiểu học đến cấp đại học đã được yêu cầu đưa học sinh đến các địa điểm có ý nghĩa đối với Cách mạng Trung Quốc.
Tại một hội nghị giáo dục quốc gia tổ chức tại Bắc Kinh vào ngày 10 tháng 9 năm 2018, Tổng bí thư Đảng cộng sản Trung Quốc Tập Cận Bình nhấn mạnh sự quan trọng của việc giảng dạy Chủ nghĩa Xã hội Trung Quốc cho thanh thiếu niên của đất nước, nhằm tạo điều kiện cho sự ủng hộ Đảng Cộng sản và các chính sách của nó.
Kế hoạch Năm năm của Trung Quốc là một phương tiện quan trọng để điều phối chính sách giáo dục.

## Hệ thống giáo dục
| Năm    | Tuổi  | Bặc                 |
| ------ | ----- | ------------------- |
| Lớp 1  | 6–7   | Tiểu học            |
| Lớp 2  | 7–8   | Tiểu học            |
| Lớp 3  | 8–9   | Tiểu học            |
| Lớp 4  | 9–10  | Tiểu học            |
| Lớp 5  | 10–11 | Tiểu học            |
| Lớp 6  | 11–12 | Tiểu học            |
| Lớp 7  | 12–13 | Trung học cơ sở     |
| Lớp 8  | 13–14 | Trung học cơ sở     |
| Lớp 9  | 14–15 | Trung học cơ sở     |
| Lớp 10 | 15–16 | Trung học phổ thông |
| Lớp 11 | 16–17 | Trung học phổ thông |
| Lớp 12 | 17–18 | Trung học phổ thông |

### Luật giáo dục bắt buộc
Đạo luật về Giáo dục Bắt buộc Chín Năm (中华人民共和国义务教育法), có hiệu lực từ ngày 1 tháng 7 năm 1986, đã xác lập các yêu cầu và thời hạn để đạt được giáo dục toàn diện phù hợp với điều kiện địa phương và đảm bảo quyền của trẻ em tuổi học đến ít nhất chín năm (sáu năm giáo dục tiểu học và ba năm giáo dục trung học). Quốc hội ở các cấp độ địa phương sẽ, dựa trên một số hướng dẫn và theo điều kiện địa phương, quyết định các bước, phương pháp và thời hạn để thực hiện giáo dục bắt buộc chín năm theo các hướng dẫn được tổ chức bởi chính quyền trung ương. Chương trình này nhằm đưa các khu vực nông thôn, nơi có bốn đến sáu năm giáo dục bắt buộc, đồng bộ với các khu vực thành thị. Các bộ giáo dục đã được kêu gọi đào tạo hàng triệu công nhân chuyên nghiệp cho tất cả các nghề nghiệp và nghề nghiệp và cung cấp hướng dẫn, chương trình học và phương pháp để tuân thủ theo chương trình cải cách và nhu cầu hiện đại hóa.
Các cơ quan chính quyền cấp tỉnh sẽ phát triển kế hoạch, ban hành các sắc lệnh và quy tắc, phân phối quỹ cho các huyện và quản lý trực tiếp một số trường trung học quan trọng. Các cơ quan huyện sẽ phân phối quỹ cho mỗi chính quyền thị trấn, nơi sẽ đền bù cho bất kỳ thiếu sót nào. Các cơ quan huyện sẽ giám sát giáo dục và giảng dạy và quản lý trực tiếp các trường trung học phổ thông, các trường sư phạm, các trường đào tạo nghề cho giáo viên, các trường nghề nghiệp nông nghiệp và các trường tiểu học và trung học mẫu giáo. Các trường còn lại sẽ được quản lý riêng biệt bởi chính quyền huyện và thị trấn.
Đạo luật giáo dục bắt buộc chín năm chia Trung Quốc thành ba loại: các thành phố và các khu vực kinh tế phát triển ở các tỉnh ven biển và một số khu vực phát triển ở phía nội địa; thị trấn và làng với sự phát triển trung bình; và các khu vực kinh tế lạc hậu.
Đến tháng 11 năm 1985, loại hình đầu tiên - các thành phố lớn và khoảng 20% các huyện (chủ yếu ở các khu vực phía biển và đông nam của Trung Quốc) - đã đạt được giáo dục 9 năm tự do. Đến năm 1990, các thành phố, các khu vực phát triển kinh tế ở các đơn vị cấp tỉnh ven biển, một số khu vực nội địa đã phát triển (khoảng 25% dân số Trung Quốc), và các khu vực nơi giáo dục trung học cơ sở đã được phổ biến đã nhắm đến việc có giáo dục trung học cơ sở tự do.
Người lập kế hoạch giáo dục nghĩ đến rằng vào giữa thập kỷ 1990, tất cả các công nhân và nhân viên ở các khu vực ven biển, các thành phố nội địa và các khu vực phát triển trung bình (với tổng dân số từ 300 triệu đến 400 triệu người) sẽ có giáo dục bắt buộc 9 năm hoặc giáo dục nghề nghiệp và 5% dân số trong các khu vực này sẽ có giáo dục đại học, xây dựng nền tảng trí tuệ vững chắc cho Trung Quốc. Ngoài ra, người lập kế hoạch mong đợi rằng giáo dục trung học và đại học sẽ tăng lên vào năm 2000.
Loại hình thứ hai được nhắm đến dưới Đạo luật Giáo dục Bắt buộc Chín Năm bao gồm các thị trấn và làng với sự phát triển trung bình (khoảng 50% dân số Trung Quốc), nơi giáo dục tự do dự kiến sẽ đạt đến cấp giáo dục trung học cơ sở vào năm 1995. Giáo dục kỹ thuật và cao cấp cũng được dự kiến sẽ phát triển theo tỷ lệ tương tự.
Loại hình thứ ba, các khu vực kinh tế lạc hậu (nông thôn) (khoảng 25% dân số Trung Quốc), sẽ phổ cập giáo dục cơ bản mà không có lịch trình cụ thể và ở các cấp độ khác nhau tùy thuộc vào sự phát triển kinh tế địa phương, mặc dù nhà nước sẽ cố gắng hỗ trợ phát triển giáo dục. Nhà nước cũng sẽ hỗ trợ giáo dục ở các khu vực dân tộc thiểu số. Trong quá khứ, các khu vực nông thôn, thiếu một hệ thống giáo dục tiểu học chuẩn hóa và tự do, đã sản xuất ra những thế hệ người mù chữ; chỉ có 60% số học sinh tốt nghiệp tiểu học của họ đạt đến các tiêu chuẩn đã đề ra.
Là một ví dụ khác về cam kết của chính phủ đối với giáo dục bắt buộc chín năm, vào tháng 1 năm 1986, Hội đồng Nhà nước soạn thảo một dự luật được thông qua tại Kỳ họp thứ 14 của Uỷ ban Thường trực Quốc hội nhân dân lần thứ 6, nói rằng bất kỳ tổ chức hoặc cá nhân nào tuyển dụng thanh thiếu niên trước khi họ hoàn thành 9 năm học sẽ bị coi là bất hợp pháp. Dự luật cũng ủy quyền giáo dục tự do và cung cấp trợ cấp cho sinh viên thuộc các gia đình gặp khó khăn tài chính.
Giáo dục tiểu học miễn phí, mặc dù có luật giáo dục bắt buộc, vẫn chỉ là một mục tiêu chưa thực hiện được trong toàn bộ Trung Quốc. Vì nhiều gia đình gặp khó khăn trong việc thanh toán các khoản học phí, một số trẻ em buộc phải rời trường sớm hơn mục tiêu chín năm.
Hệ thống 9 năm được gọi là "Chín Năm - Một Chính sách", hoặc "九年一贯制" trong tiếng Trung. Thông thường, nó đề cập đến sự hợp nhất giáo dục tiểu học và trung học. Sau khi tốt nghiệp tiểu học, học sinh có thể trực tiếp nhập học vào trung học cơ sở. Các lớp học trong các trường thực hiện Hệ thống 9 năm thường được gọi là Lớp 1, Lớp 2, và tiếp theo đến Lớp 9.
Đặc điểm chính của Hệ thống 9 năm:
1. Liên tục. Học sinh hoàn thành giáo dục từ tiểu học đến trung học.
2. Nguyên tắc gần gũi. Học sinh nhập học vào trường gần nơi ở thay vì thi vào trường trung học.
3. Thống nhất. Các trường thực hiện Hệ thống 9 năm thực hiện quản lý thống nhất trong quản lý trường, giảng dạy và giáo dục.

Năm 2001, chính phủ Trung Quốc khởi động "Kế hoạch hai miễn và một trợ cấp". Học sinh đến từ gia đình nghèo học giáo dục bắt buộc ở các khu vực nông thôn được miễn phí phí linh tinh và phí sách, và học sinh ở ký túc xá được trợ cấp từ từ về sinh sống. Năm 2007, tất cả học sinh nông thôn học giáo dục bắt buộc từ gia đình nghèo đều được hưởng chính sách hai miễn và một trợ cấp, tổng cộng khoảng 50 triệu học sinh. Bắt đầu từ năm 2017, chính sách hai miễn và một trợ cấp dưới hệ thống thống nhất nông thôn-đô thị sẽ được thực hiện.

### Giáo dục cơ bản
Giáo dục cơ bản ở Trung Quốc bao gồm giáo dục mẫu giáo, giáo dục bắt buộc chín năm từ tiểu học đến trung học cơ sở, giáo dục trung học phổ thông tiêu chuẩn, giáo dục đặc biệt cho trẻ em tàn tật và giáo dục cho những người mù chữ.
Trung Quốc có hơn 200 triệu học sinh tiểu học và trung học, cùng với trẻ em mẫu giáo, chiếm một sáu của tổng dân số. Vì lý do này, Chính phủ Trung ương đã ưu tiên giáo dục cơ bản như một lĩnh vực chủ chốt của xây dựng cơ sở hạ tầng và phát triển giáo dục.
Trong những năm gần đây, giáo dục trung học phổ thông đã phát triển ổn định. Năm 2004, số học sinh nhập học là 8.215 triệu, gấp 2,3 lần so với năm 1988. Tỷ lệ nhập học trung học phổ thông trên toàn quốc đã đạt 43,8%, vẫn thấp hơn so với các nước phát triển khác.
Chính phủ đã tạo ra một quỹ đặc biệt để cải thiện điều kiện ở các trường tiểu học và trung học của Trung Quốc, cho các công trình xây dựng mới, mở rộng và xây dựng lại cơ sở hạ tầng xuống cấp. Chi phí giáo dục đối với mỗi học sinh tiểu học và trung học đã tăng lên đáng kể, thiết bị giảng dạy và nghiên cứu, sách và tài liệu được cập nhật và đổi mới mỗi năm.
Mục tiêu của chính phủ cho sự phát triển của hệ thống giáo dục cơ bản ở Trung Quốc là tiếp cận hoặc đạt đến mức của các nước phát triển trung bình vào năm 2010.
Các tốt nghiệp của các trường tiểu học và trung học ở Trung Quốc đạt điểm cao cả về kỹ năng cơ bản và kỹ năng tư duy; tuy nhiên, do sức khỏe kém, học sinh nông thôn thường bỏ học hoặc thiếu thành tích.

## Tham quan
1. ↑  "MOE releases 2022 Statistical Bulletin on Educational Spending". ngày 3 tháng 7 năm 2023. Truy cập ngày 23 tháng 9 năm 2023.
2. ↑  "The World Factbook". Lưu trữ bản gốc ngày 20 tháng 12 năm 2021. Truy cập ngày 28 tháng 9 năm 2009.
3. ↑  National Bureau of Statistics of China. "Table 21-2 Number of Students of Formal Education by Type and Level". China Statistical Yearbook 2021. Lưu trữ bản gốc ngày 25 tháng 11 năm 2021. Truy cập ngày 8 tháng 1 năm 2022.
4. ↑  National Bureau of Statistics of China. "Table 2-25 Population Aged 6 and over by Age, Gender and Education Attainment". China Statistical Yearbook 2021. Lưu trữ bản gốc ngày 1 tháng 2 năm 2022. Truy cập ngày 8 tháng 1 năm 2022. (Overall population aged between 25 and 64 years is 818 million. Population with secondary only is 507.7 million; with post-degrees is 155.7 million.)
5. ↑  "A brief introduction to the Chinese education system". OpenLearn. Lưu trữ bản gốc ngày 24 tháng 11 năm 2021. Truy cập ngày 30 tháng 6 năm 2020.
6. ↑  "Major educational achievements in China in 2020 - Ministry of Education of the People's Republic of China". en.moe.gov.cn. Lưu trữ bản gốc ngày 28 tháng 9 năm 2022. Truy cập ngày 28 tháng 9 năm 2022.
7. ↑  Su, Xiaohuan (ngày 28 tháng 3 năm 2011), China 'to overtake US on science' in two years, BBC World News, ISBN 978-7-80113-993-1, lưu trữ bản gốc ngày 13 tháng 8 năm 2018, truy cập ngày 21 tháng 6 năm 2018
8. ↑  Tollefson, Jeff. "China Declared World's Largest Producer of Scientific Articles". Scientific American (bằng tiếng Anh). Lưu trữ bản gốc ngày 22 tháng 10 năm 2021. Truy cập ngày 9 tháng 5 năm 2020.
9. ↑  Tollefson, Jeff (ngày 18 tháng 1 năm 2018). "China declared world's largest producer of scientific articles". Nature (bằng tiếng Anh). Quyển 553 số 7689. tr. 390. Bibcode:2018Natur.553..390T. doi:10.1038/d41586-018-00927-4.
10. ↑  "全国高等学校名单 - 中华人民共和国教育部政府门户网站". www.moe.gov.cn. Lưu trữ bản gốc ngày 10 tháng 1 năm 2022. Truy cập ngày 12 tháng 1 năm 2022.
11. ↑  "China to further promote the Double First-Class Initiative - Ministry of Education of the People's Republic of China". Ministry of Education of the People's Republic of China. Lưu trữ bản gốc ngày 7 tháng 11 năm 2022. Truy cập ngày 28 tháng 9 năm 2022.
12. ↑  Sheehy, Kelsey (ngày 8 tháng 10 năm 2013). "Explore the World's Top Universities". U.S. News & World Report. Lưu trữ bản gốc ngày 24 tháng 10 năm 2014. Truy cập ngày 26 tháng 8 năm 2017. Asia is among the fastest growing destinations for international students, and foreign enrollment at universities in Indonesia and South Korea have more than doubled since 2005, the agency reports. China continues to be the most popular destination in the region, though, ranking third among countries that host the most international students, IIE reports.
13. ↑  "China's 2020 target: reshaping global mobility flows" (bằng tiếng Anh). EAIE. ngày 27 tháng 1 năm 2020. Lưu trữ bản gốc ngày 10 tháng 10 năm 2021. Truy cập ngày 6 tháng 5 năm 2020.
14. ↑  "China tops US and UK as destination for anglophone African students". Victoria Breeze, The Conversation. Lưu trữ bản gốc ngày 9 tháng 11 năm 2021. Truy cập ngày 18 tháng 2 năm 2018.
15. ↑  "Country Analysis | Aggregate Ranking of Top Universities 2023". research.unsw.edu.au. Truy cập ngày 21 tháng 12 năm 2023.
16. ↑  "PISA 2018: Insights and interpretations" (PDF). Lưu trữ (PDF) bản gốc ngày 23 tháng 12 năm 2021. Truy cập ngày 9 tháng 5 năm 2020.
17. 1 2 3  Ching, Pao-Yu (2021). Revolution and counterrevolution : China's continuing class struggle since liberation (ấn bản thứ 2). Paris: Foreign languages press. tr. 133. ISBN 978-2-491182-89-2. OCLC 1325647379.
18. ↑  Ching, Pao-Yu (2021). Revolution and counterrevolution : China's continuing class struggle since liberation (ấn bản thứ 2). Paris: Foreign languages press. tr. 134. ISBN 978-2-491182-89-2. OCLC 1325647379.
19. ↑  Efird, Rob (2020). "Nature for Nurture in Urban Chinese Childrearing". Trong Esarey, Ashley; Haddad, Mary Alice; Lewis, Joanna I.; Harrell, Stevan (biên tập). Greening East Asia: The Rise of the Eco-Developmental State. Seattle: University of Washington Press. ISBN 978-0-295-74791-0. JSTOR j.ctv19rs1b2.
20. ↑  Su, Xiaohuan (2002), Education in China: reforms and innovations, 五洲传播出版社, ISBN 978-7-80113-993-1, lưu trữ bản gốc ngày 17 tháng 3 năm 2017, truy cập ngày 19 tháng 2 năm 2016
21. ↑  Hornby, Lucy (Reuters). "International Schools in China Point Students to the West Lưu trữ ngày 22 tháng 7 năm 2016 tại Wayback Machine" (Archive). The New York Times. 14 January 2013. In print on 15 January 2013 in the International Herald Tribune. Retrieved on 15 September 2015.
22. ↑  "IBO results & reports". International Biology Olympiad (bằng tiếng Anh). Lưu trữ bản gốc ngày 16 tháng 4 năm 2021. Truy cập ngày 27 tháng 5 năm 2020.
23. ↑  "The Beijing Planetarium Led a Team to Participate in the International Olympiad of Astronomy and Astrophysics and Achieved Great Results". Lưu trữ bản gốc ngày 25 tháng 2 năm 2021. Truy cập ngày 27 tháng 5 năm 2020.
24. ↑  "China results on International Olympiad in Informatics". Lưu trữ bản gốc ngày 3 tháng 11 năm 2021. Truy cập ngày 27 tháng 5 năm 2020.
25. ↑  "List of Medal and Team Award Winners | IESO-info" (bằng tiếng Anh). Bản gốc lưu trữ ngày 19 tháng 12 năm 2021. Truy cập ngày 27 tháng 5 năm 2020.
26. ↑  "International Mathematical Olympiad". www.imo-official.org. Lưu trữ bản gốc ngày 12 tháng 11 năm 2020. Truy cập ngày 9 tháng 5 năm 2020.
27. ↑  "IPhO: People's Republic of China - Individual Results". ipho-unofficial.org. Lưu trữ bản gốc ngày 9 tháng 3 năm 2021. Truy cập ngày 9 tháng 5 năm 2020.
28. ↑  "China tops 48th International Chemistry Olympiad | Chemical & Engineering News". cen.acs.org. Lưu trữ bản gốc ngày 30 tháng 6 năm 2021. Truy cập ngày 9 tháng 5 năm 2020.
29. ↑  "International Mathematical Olympiad". www.imo-official.org. Truy cập ngày 10 tháng 7 năm 2023.
30. ↑  "International Physics Olympiad: List of Countries". ipho-unofficial.org. Truy cập ngày 3 tháng 11 năm 2021.
31. ↑  "International Olympiad in Informatics Statistics: China Results". stats.ioinformatics.org. Truy cập ngày 3 tháng 11 năm 2021.
32. ↑  "International Chemistry Olympiad: List of Countries". icho-official.org. Bản gốc lưu trữ ngày 18 tháng 10 năm 2021. Truy cập ngày 3 tháng 11 năm 2021.
33. 1 2  Dillon, Sam (ngày 7 tháng 12 năm 2010). "In PISA Test, Top Scores From Shanghai Stun Experts". The New York Times. Lưu trữ bản gốc ngày 22 tháng 7 năm 2016. Truy cập ngày 21 tháng 2 năm 2017.
34. ↑  John Ross. "New data shows Shanghai's rapid rise as a world-class education centre". Key Trends in Globalisation. Lưu trữ bản gốc ngày 4 tháng 3 năm 2016. Truy cập ngày 29 tháng 12 năm 2010.
35. ↑  Kubo, Angela Erika (ngày 6 tháng 12 năm 2013). "China 'Cheats' the PISA Exams". thediplomat.com. The Diplomat. Lưu trữ bản gốc ngày 6 tháng 12 năm 2013. Truy cập ngày 6 tháng 12 năm 2013.
36. ↑  "PISA 2018 Insights and Interpretation" (PDF). Lưu trữ (PDF) bản gốc ngày 23 tháng 12 năm 2021. Truy cập ngày 9 tháng 5 năm 2020.
37. 1 2  "Which countries have the smartest kids?". World Economic Forum (bằng tiếng Anh). ngày 5 tháng 12 năm 2019. Lưu trữ bản gốc ngày 6 tháng 11 năm 2021. Truy cập ngày 9 tháng 5 năm 2020.
38. ↑  Connor, Frank (ngày 3 tháng 12 năm 2019). "China trains smartest students in the world". FOXBusiness (bằng tiếng Anh). Lưu trữ bản gốc ngày 21 tháng 10 năm 2021. Truy cập ngày 9 tháng 5 năm 2020.
39. ↑  Marquis, Christopher; Qiao, Kunyuan (2022). Mao and markets the communist roots of Chinese enterprise. Kunyuan Qiao. New Haven: Yale University Press. ISBN 978-0-300-26883-6. OCLC 1348572572.
40. 1 2  Lin, Chunfeng (2023). Red Tourism in China: Commodification of Propaganda. Routledge. ISBN 9781032139609.
41. ↑  "China Focus: Xi stresses following path of socialist education with Chinese characteristics". www.xinhuanet.com. ngày 10 tháng 9 năm 2018. Bản gốc lưu trữ ngày 10 tháng 9 năm 2018. Truy cập ngày 29 tháng 7 năm 2020.
42. ↑  Heilmann, Sebastian (2018). Red Swan: How Unorthodox Policy-Making Facilitated China's Rise. The Chinese University of Hong Kong Press. ISBN 978-962-996-827-4.
43. ↑  "China - THE EDUCATION SYSTEM". countrystudies.us. Lưu trữ bản gốc ngày 9 tháng 5 năm 2021. Truy cập ngày 30 tháng 3 năm 2020.
44. ↑  "China makes notable achievements in poverty alleviation, brings better lives to its people". People's Daily Online. ngày 11 tháng 11 năm 2022. Truy cập ngày 4 tháng 5 năm 2023.
45. ↑  央视 (ngày 28 tháng 2 năm 2017). "教育部最新措施:城乡统一实行"两免一补"" [The latest measures of the Ministry of Education: the unified implementation of "two exemptions and one subsidy" in urban and rural areas]. baby.sina.com.cn. Truy cập ngày 17 tháng 4 năm 2023.
46. ↑  "新疆义务教育学生将享受同等"两免一补"政策" [Xinjiang compulsory education students will enjoy the same "two exemptions and one subsidy" policy] (bằng tiếng Trung). ngày 19 tháng 2 năm 2019. Bản gốc lưu trữ ngày 19 tháng 2 năm 2019. Truy cập ngày 17 tháng 4 năm 2023.
47. ↑  ""两免一补"政策相关知识问答" [" two exemptions and one subsidy plan" policy related knowledge questions and answers]. www.gov.cn. Truy cập ngày 17 tháng 4 năm 2023.
48. ↑  Javier C. Hernandez (ngày 30 tháng 7 năm 2016). "Study Finds Chinese Students Excel in Critical Thinking. Until College". The New York Times. Lưu trữ bản gốc ngày 2 tháng 8 năm 2016. Truy cập ngày 31 tháng 7 năm 2016. Chinese freshmen in computer science and engineering programs began college with critical thinking skills about two to three years ahead of their peers in the United States and Russia. Those skills included the ability to identify assumptions, test hypotheses and draw relationships between variables.
49. ↑  Javier C. Hernandez (ngày 5 tháng 8 năm 2016). "Weighing the Strengths and Shortcomings of China's Education System" (Interview with Scott Rozelle). The New York Times. Lưu trữ bản gốc ngày 5 tháng 8 năm 2016. Truy cập ngày 6 tháng 8 năm 2016.